# Just You
Just You (chinês tradicional: 就是要你愛上我, pinyin: Jiu Shi Yao Ni Ai Shang Wo) é uma série de televisão taiwanesa transmitida pela SETTV em 2013, estrelada por Aaron Yan e Puff Kuo.

## Elenco

### Elenco principal
- Aaron Yan como Qi Yi
- Puff Kuo como Cheng Liang Liang
- Dean Fujioka como Dean
- Lyla Lin como Ding Jia Yu
- Katherine Wang como Kate Liang
- Tang Zhen Gang como Alex

### Elenco de apoio
- Rim Lin como Ou Lai En
- Ashi Lin como princesa
- Zeng Yun Rou como Meimei
- Ke Ya Xin como Shi Cui Xia
- Xie Qi Wen como Li Han Po
- Shen Meng Sheng como o pai de Qi Yi
- Xie Qiong Nuan como a mãe de Qi Yi
- Wang Dao An como Cheng Shou An
- Yang Li Yin como Liao Tian Feng
- Sun Peng como Ba Si
- Lin Yo Wei como Da Yan
- Ma Li Ou como o médico
- Huang Zhen Ni como enfermeira
- He Jia Min como guarda de segurança GAZE
- Min Xiong como Zhang Tie Xiong
- Wu Zhen Ya como gerente de contabilidade
- Li Shu Han como gerente de vendas
- Chen Bo Zheng como Jiang Hai Bo
- Xu Hao En como Sen
- Tao Chuan Zheng como Senhor Zhao
- Liu Shang Qiang como Senhora Zhang
- Doris Kuang como secretária Chen
- Chang Han como Jerry

## Trilha sonora
Just You Original TV Soundtrack (OST) foi lançado em 21 de março de 2014 por vários artistas sob a gravadora Rock Records Co., Ltd. Ele contém total de 13 faixas. O tema de abertura é Beloved (心愛的) por Genie Zhuo e Alien Huang e o tema de encerramento é Unstoppable Sun (擋不住的太陽) por Aaron Yan que não é destaque no álbum da trilha sonora.
1. Beloved (心愛的) - Genie Zhuo e Alien Huang - 3:37
2. Don't Fall In Love At The Office! (別在辦公室談戀愛！) - 3:01
3. Our Half Spoken Story (我們的故事只講了一半) - Freya Lim - 4:13
4. No Matter How Tangled, There Is A Warm Home (再怎麼糾纏，還是有家的溫暖) - 3:01
5. One Thousandth Of A Percent (千分之一) - Alien Huang - 3:32
6. Exclusive Expression Of Love (專屬的戀愛表情) - 3:09
7. Village Cat (村上的貓) - Alien Huang - 3:51
8. I'm Not Your toilet! (我不是你的馬桶！) - 2:58
9. Love, Do Not Fade, Okay? (愛，不要凋謝好嗎？) - 3:07
10. Hugely Fortunate (大確幸) - Alien Huang - 2:40
11. Not A Cute Cat (不可愛的貓) - 3:22
12. Do You Want To Throw Me Away? (要把我丟掉嗎？) - 3:18
13. You Will Be My Love (你會變成我的愛) - 2:59

## Classificações
| Data de transmissão original | N º de episódio | Classificação geral | Posição |
| ---------------------------- | --------------- | ------------------- | ------- |
| 21 de junho de 2013          | 1               | 1.15                | 2       |
| 28 de junho 2013             | 2               | 1.16                | 2       |
| 5 de julho de 2013           | 3               | 0.79                | 3       |
| 12 de julho de 2013          | 4               | 0.71                | 3       |
| 19 de julho de 2013          | 5               | 0.78                | 3       |
| 26 de julho de 2013          | 6               | 1.07                | 3       |
| 2 de agosto de 2013          | 7               | 1.20                | 3       |
| 9 de agosto de 2013          | 8               | 1.26                | 2       |
| 16 de agosto de 2013         | 9               | 1.50                | 3       |
| 23 de agosto de 2013         | 10              | 1.65                | 2       |
| 30 de agosto de 2013         | 11              | 1.67                | 2       |
| 6 de setembro de 2013        | 12              | 1.44                | 3       |
| 13 de setembro de 2013       | 13              | 1.12                | 4       |
| 20 de setembro de 2013       | 14              | 1.85                | 1       |
| 27 de setembro de 2013       | 15              | 1.36                | 3       |
| 4 de outubro de 2013         | 16              | 1.54                | 3       |
| 11 de outubro de 2013        | 17              | 1.58                | 3       |
| 18 de outubro de 2013        | 18              | 1.48                | 3       |
| 25 de outubro de 2013        | 19              | 1.49                | 2       |
| 1 de novembro de 2013        | 20              | 1.48                | 3       |
| 8 de novembro de 2013        | 21              | 1.68                | 2       |
| Média                        | Média           | 1.33                |         |

## Prêmios e indicações
| Ano  | Cerimônia           | Categoria                   | Trabalho nomeado     | Resultado |
| ---- | ------------------- | --------------------------- | -------------------- | --------- |
| 2013 | Sanlih Drama Awards | Melhor ator                 | Aaron Yan            | Indicado  |
| 2013 | Sanlih Drama Awards | Melhor atriz                | Puff Kuo             | Indicado  |
| 2013 | Sanlih Drama Awards | Melhor casal                | Aaron Yan e Puff Kuo | Venceu    |
| 2013 | Sanlih Drama Awards | Melhor beijo                | Aaron Yan e Puff Kuo | Indicado  |
| 2013 | Sanlih Drama Awards | Melhor chorando             | Aaron Yan e Puff Kuo | Indicado  |
| 2013 | Sanlih Drama Awards | Melhor assassino senhora    | Shen Meng Sheng      | Venceu    |
| 2013 | Sanlih Drama Awards | Melhor tolamente            | Yang Li Yin          | Indicado  |
| 2013 | Sanlih Drama Awards | Mais popular no exterior    | Aaron Yan            | Indicado  |
| 2013 | Sanlih Drama Awards | Mais popular no exterior    | Puff Kuo             | Indicado  |
| 2013 | Sanlih Drama Awards | Prêmio popularidade (Weibo) | Aaron Yan            | Venceu    |
| 2013 | Sanlih Drama Awards | Prêmio popularidade (Weibo) | Puff Kuo             | Indicado  |
| 2013 | Sanlih Drama Awards | Melhor drama                | Just You             | Venceu    |

## Exibição
| País      | Emissora          | Data de estreia      | Data de encerramento    | Título         |
| --------- | ----------------- | -------------------- | ----------------------- | -------------- |
| Taiwan    | SETTV             | 21 de junho de 2013  | 8 de novembro de 2013   | 就是要你愛上我 |
| Taiwan    | ETTV              | 22 de junho de 2013  | 9 de novembro de 2013   | 就是要你愛上我 |
| Singapura | E City            | 14 de julho de 2013  | 1 de dezembro de 2013   | 就是要你愛上我 |
| Malásia   | Astro Shuang Xing | 8 de janeiro de 2014 | 28 de fevereiro de 2014 | 就是要你愛上我 |
| Hong Kong | TVB               | 17 de março de 2014  | 8 de maio de 2014       | 就是要你愛上我 |